# 腳踏車大作戰
《腳踏車大作戰》（阿拉伯語: وجدة） 是一部2012年沙烏地阿拉伯-德國的電影，由海法·曼蘇爾編劇和執導。本片是第一部完全在沙烏地阿拉伯拍攝的故事長片，也是第一部由女性阿拉伯導演所導的故事長片。本片在全世界的電影節中屢獲殊榮。本片入選第86屆奧斯卡最佳外語片獎沙烏地阿拉伯組(這是沙烏地阿拉伯電影第一次參與奧斯卡金像獎)，但沒有被提名。不過在2014年英國電影學院獎中，本片被提名最佳外語片獎。

## 劇情
瓦嘉達（Wadjda）是一位住在首都利雅德的11歲沙烏地女孩。她夢想擁有一部在她每天上學路旁店中的一輛綠色腳踏車。
她想和她鄰家的男孩阿布杜拉（Abdullah）競速，但騎腳踏車對穆斯林女生來說是不被認同的，而且她媽媽也不讓她買。瓦嘉達的媽媽當時正試著說服她丈夫不要娶第二位妻子，所以沒發現瓦嘉達正在為了自行籌該腳踏車的錢而行動：賣混音帶、手織的手鐲給同學，擔任老師與同學間的中間人，甚至不惜做一些不被允許的事情。
在與嚴格的女校長發生衝突後，她決定參加可蘭經背誦比賽，其獎金1000里亞爾(與美金約270元等值)足夠她買下該腳踏車了。她的努力使得她的老師印象深刻，但當瓦嘉達在該比賽中勝出後，她宣布她將用獎金購買腳踏車的想法時震驚了所有在場的人。她被告知她的獎金將被捐贈給巴勒斯坦。
瓦嘉達回家後，她爸爸已經娶了第二位老婆，而她媽媽已經替她買了該部綠色腳踏車。瓦嘉達如願和阿布杜拉競速並獲得勝利。

## 演員
- 黎姆·阿杜拉（Reem Abdullah）飾演媽媽
- 瓦德·穆罕默德（Waad Mohammed）飾演瓦嘉達 (وجدة)
- Abdullrahman Al Gohani飾演阿布杜拉
- 蘇丹·阿萨夫（Sultan Al Assaf）飾演爸爸[14]
- 和·卡米尔（Ahd Kamel）飾演Hussa小姐
- Ibrahim Al Mozael飾演玩具店老闆
- Nouf Saad飾演可蘭經老師
- 拉法·阿尔萨尼（Rafa Al Sanea）飾演法蒂玛（Fatima）
- Alanoud Sajini飾演法坦（Fatin）
- 萊哈布·艾哈迈德（Rehab Ahmed）飾演诺拉（Noura）
- Dana Abdullilah飾演萨尔玛（Salma）
- 穆罕默德·查希尔（Mohammed Zahir）飾演伊克巴尔（Iqbal）司機

## 製片
本片導演海法·曼苏尔表示，她花了五年的時間製作了這一部腳踏車大作戰。為了提高這部電影的真實性，她堅持本片要在沙烏地阿拉伯進行拍攝，使得她花了大部分的時間在尋求貸款和取得拍攝許可。她從瓦利德·本·塔拉勒·阿勒沙特王子的Rotana娛樂公司得到了資金援助，然而她很想找一個外國的共同製片商，因為「沙烏地阿拉伯沒有電影院，甚至可以說是根本沒有電影事業，因此資金不足」（in Saudi there are no movie theatres, there is no film industry to speak of and, therefore, little money for investment）。後來海法·曼苏尔與德國製片公司Razor Film聯手。Razor Film曾製作過中東主題的電影「立見天國」與「和巴什爾跳華爾茲」。本片得製作還另外計有2家德國公共電視傳播公司參與：Norddentscher電視台和巴伐利亞廣播台。其他的資金則來自於Filmförderungsanstalt（德國，柏林）、Medienboard Berlin-Brandenburg股份有限公司（德國，波茲坦）、Mitteldeutsche Medienförderung股份有限公司（萊比錫）和Filmfonds Babelsberg（德國，波茲坦-巴伯斯貝格）。
海法·曼苏尔導演的劇本受到新現代主義電影的啟發。例如：狄西嘉所執導的「單車失竊記」、賈法·帕納西導演的「越位」和比利時導演尚-皮耶·達頓與盧·達頓執導的「美麗蘿賽塔」。海法·曼苏尔表示，她劇本的原始版本比最終版本還要更陰冷：「我決定不要讓本片帶有標語，也不要讓本片變的觸目驚心；我只想創作一個讓大家哭笑一下的故事。」（I decided I didn't want the film to carry a slogan and scream, but just to create a story where people can laugh and cry a little）。本片主角瓦嘉達是基於海法·曼苏尔的其中一位姪女和她自己小時候的成長經驗所創造的。這個故事的主題是自由，藉由一部腳踏車和被拋棄的恐懼（瓦嘉達的爸爸想要取第二位妻子並生個兒子）來呈現。
腳踏車大作戰事在利雅德的街道上拍攝的。由於導演海法·曼苏尔不能公開的和其他男性員工相處，使得她必須在一部箱型車內工作。她時常只能透過無線電對講機溝通，並只能透過螢幕來堅看演員的情形。這使得她很難導：「這讓我瞭解到，在拍攝前事先排練和理解每一幕的必須性。」（It made me realise the need to rehearse and to develop an understanding for each scene before we shot it.）。
這是飾演瓦嘉達的瓦德·穆罕默德的處女作。

## 評價
腳踏車大作戰好評如潮。電影評論爛番茄對於本片的評價中有99％是正面的；基於68條評論，平均分數是8.2/10。另外，基於23條評論，Metacritic對本片的分數是81/100。

## 上映
於2012年8月，本片在威尼斯電影節中大放異彩。Koch Media於2013年在德國開始上映本片。其他發佈本片的廠商有：Pretty Pictures（法國，影劇）、索尼經典電影（美國，影劇）、Wild Bunch Benelux（荷蘭，影劇）、The Match Factory（非美國、所有媒體）和Soda Pictures（英國，所有媒體）。本片曾在許多電影節中出現：
| 國家     | 上映日期   | 電影節或完整上映                | 備註 |
| -------- | ---------- | ------------------------------- | ---- |
| 義大利   | 2012/08/31 | 威尼斯電影節                    |      |
| 美國     | 2012/09/15 | 特柳賴德電影節                  |      |
| 波蘭     | 2012/11/28 | Filmy Swiata ale kino+ Festival |      |
| 冰島     | 2012/11/29 | 完整上映                        |      |
| 義大利   | 2012/12/06 | 完整上映                        |      |
| 荷蘭     | 2013/01/26 | 鹿特丹影展                      |      |
| 瑞典     | 2013/01/30 | 哥特堡國際電影節                |      |
| 比利時   | 2013/02/06 | 完整上映                        |      |
| 法國     | 2013/02/06 | 完整上映                        |      |
| 塞爾維亞 | 2013/02/23 | 貝爾格萊德電影節                |      |
| 瑞典     | 2013/03/08 | 完整上映                        |      |
| 荷蘭     | 2013/05/16 | 完整上映                        |      |
| 西班牙   | 2013/06/28 | 完整上映                        |      |
| 英國     | 2013/07/19 | 完整上映                        |      |
| 德國     | 2013/07/25 | Fünf-Seen-Filmfestival          |      |
| 德國     | 2013/08/15 | 完整上映                        |      |

其他的首映會包括杜拜的第6屆Gulf電影節(4月11-17日)和紐約的 翠貝卡電影節（4月21-25日）.本片預計在2014年2月發行DVD版本。

## 外部連結
- 官方網站 （页面存档备份，存于）
- 腳踏車大作戰的Facebook專頁
- 互联网电影数据库（IMDb）上《腳踏車大作戰》的资料（英文）
- Box Office Mojo上《腳踏車大作戰》的資料（英文）
- 豆瓣电影上《腳踏車大作戰》的資料 （简体中文）
- 爛番茄上《腳踏車大作戰》的資料（英文）
- Metacritic上《腳踏車大作戰》的資料（英文）